# Ernst Wohlin
Ernst Ludvig Wohlin, född 24 augusti 1897 i Nosaby, död 25 mars 1957 i Stockholm var en svensk byggmästare och fastighetsägare.
Efter folkskola, militärtjänstgöring och examen som byggnadsingenjör vid Tekniska skolan i Hässleholm flyttade Ernst Wohlin till Stockholm 1920 och fick anställning som biträdande verkmästare hos byggmästare Carl Zetterberg.
Wohlin utsågs till arbetschef och ansvarade för uppförandet av ett flertal byggnader i Stockholm, bland annat Carlton Hotel (1927), Chinateatern (1928), Åhlén & Holms varuhus på Södermalm (1929), Råsunda fotbollsstadion (1937), Stockholms byggnadsförenings hus på Norrlandsgatan (1937), Katarinahissen (1938), PUB:s varuhus vid Hötorget (1939), Ostermans marmorhallar (1939) samt ett stort antal bostadshus.
Efter att ha lämnat sin anställning bildade Wohlin tillsammans med storbyggmästaren Olle Engkvist Byggnads AB Projector under hösten 1945. Olle Engkvist blev styrelseordförande och Wohlin verkställande direktör och de båda delade lika på ägandet. Inriktningen var vanlig byggnadsverksamhet, i första hand bostäder.
Genombrottet kom i samband med byggandet av ett större bostadsområde i Hökarängen, som kallas Veckodagsområdet. Där uppfördes 1947–1948 åt Stockholmshem cirka 1000 lägenheter. Det var tillfälliga små bostäder avsedda att minska bostadsbristen efter andra världskriget, som senare byggdes om till permanenta och större bostäder.
Ernst Wohlin genomförde ytterligare ett 30-tal byggnadsprojekt, däribland ett flertal bostadshus i Stockholm och Solna, PUB Bohagshuset samt kontor, verkstäder och bostäder åt Scania Vabis i Södertälje. Wohlin avled 1957 efter flera års sjukdom och Projector överläts till Olle Engkvist. 
Wohlin gifte sig 1923 med Gerda, född Johansson och fick med henne flera barn, bland andra stadsbyggnadsdirektören i Stockholm Hans Wohlin.